# Kelsey Chow
Kelsey Asbille Chow (Colúmbia, 9 de setembro de 1991) é uma atriz estadunidense. Nasceu em Colúmbia, Carolina do Sul. Seu primeiro papel foi em 2005, interpretando Gigi Silveri em One Tree Hill, até 2009.[carece de fontes?] Interpretou Matisse Burrows, no filme original do Disney Channel Den Brother. Interpretou Mikayla na série original do Disney XD, Par de Reis. Também já fez o papel de Dakota na série do Disney Channel, Zack e Cody, Gêmeos em ação. Em 2015, interpretou Tracy Stewart, na série de sucesso da MTV, Teen Wolf. Fez uma participação no clipe de Hayley Kiyoko "Girls Like Girls".

## Vida pessoal
Asbille afirma ser descendente de chineses, britânicos e Cherokee de Banda Oriental. Ela disse ao The New York Times que interpretar uma mulher indígena em Wind River estava "no [seu] sangue". No entanto, em resposta a uma pergunta do ator-produtor Sonny Skyhawk, um Cherokee da Banda Oriental emitiu uma declaração afirmando que Asbille não era um membro registrado e que a tribo não tinha qualquer documentação que apoiasse sua alegação de que ela era descendente desse povo.

## Filmografia
| Ano           | Título                        | Papel           | Nota                           |
| ------------- | ----------------------------- | --------------- | ------------------------------ |
| 2005–2009     | One Tree Hill                 | Gigi Silveri    | -                              |
| 2008          | The Suite Life of Zack & Cody | Dakota          | 1 episódio                     |
| 2010          | Den Brother                   | Matisse Burrows | Filme original Disney Channel  |
| 2010–2012     | Pair of Kings                 | Mikayla         | Protagonista                   |
| 2011          | Jogos Transformando o Mundo   | Ela mesma       | -                              |
| 2012          | The Amazing Spider-Man        | Garota Poupular | -                              |
| 2012          | The Wine of Summer            | Brit            | -                              |
| 2015          | Teen Wolf                     | Tracy Stewart   | 5 temp. ep 2, 3, 4, 7, 10 e 11 |
| 2018-presente | Splitting Up Together         | Charlotte       | Elenco Recorrente              |
| 2018          | Yellowstone                   | Monica Dutton   | Elenco Principal               |
| 2024-presente |                               |                 |                                |
| Iris          |                               |                 |                                |

Elenco principal